# QF 4-inch-Schiffsgeschütz Mk XVI
Das QF 4 inch (102 mm) war ein britisches Schiffsgeschütz. Es war das Standardflugabwehrgeschütz der Royal Navy während des Zweiten Weltkriegs.

## Verwendung
Das Geschütz löste im Verlauf der späten 1930er und frühen 1940er Jahre das 102 mm Mk V auf vielen Schiffen der Royal Navy ab. Üblicherweise wurden diese Geschütze auf „HA/LA Mark XIX“ Zwillingslafetten montiert. Während des Zweiten Weltkriegs fand das Geschütz auf zahlreichen Schiffsklassen Verwendung.